# 丹麥的英格堡公主
英格堡公主（丹麥語：Prinsesse Ingeborg af Danmark，1878年8月2日—1958年3月1日）为丹麦国王弗雷德里克八世和瑞典的路易丝公主的次女，1897年，她嫁給了瑞典的卡尔王子，兩人育有一子三女，她也是現任挪威國王哈拉尔五世及前比利時國王阿尔贝二世的外祖母。
在与瑞典的卡尔王子结婚後，英格堡生下了3女1子，分别是瑪格麗特、瑪塔、阿斯特里德、卡爾·貝爾納多特。